# کریم اشهبار
کریم اشهبار (انگلیسی: Karim Achahbar؛ زادهٔ ۳ ژانویهٔ ۱۹۹۶) بازیکن فوتبال اهل مراکش است که در پست مهاجم بازی می‌کند.
از باشگاه‌هایی که در آن بازی کرده‌است می‌توان به باشگاه فوتبال گنگام اشاره کرد.
وی همچنین در تیم‌های ملی فوتبال زیر ۱۷ سال مراکش و زیر ۲۳ سال مراکش بازی کرده‌است.